# Модель мультипликатора-акселератора
Модель мультипликатора-акселератора или модель Самуэльсона-Хикса — динамическая экономическая модель (модель экономических циклов), связывающая экономические циклы с взаимодействием мультипликатора инвестиций (больший рост выпуска по сравнению с вызвавшим его ростом инвестиций) и акселератора (увеличение инвестиций, индуцированное ростом выпуска).

## Описание модели
Модель потребительских расходов:
{\displaystyle C_{t}=a_{c}+b_{C}Y_{t-1}}
где {\displaystyle a_{C}>0} — автономное потребление; {\displaystyle b_{C}}-склонность к потреблению, {\displaystyle 0<b_{C}<1}.
Модель инвестиций:
{\displaystyle I_{t}=a_{I}+b_{I}(Y_{t-1}-Y_{t-2})}
где {\displaystyle a_{I}} — автономные инвестиции, {\displaystyle b_{I}} — акселератор, определяющий индуцированные инвестиции.
Модель государственных расходов и чистого экспорта
{\displaystyle G_{t}+NX_{t}=a_{GNX}=const}
Тождество дохода (равновесие на рынке товаров и услуг):
{\displaystyle Y_{t}=C_{t}+I_{t}+G_{t}+NX_{t}}
Подставив модель потребительских расходов и индуцированных инвестиций в условие равновесия получим следующее динамическое уравнение:
{\displaystyle Y_{t}=a_{C}+a_{I}+a_{GNX}+(b_{C}+b_{I})Y_{t-1}-b_{I}Y_{t-2}=a+(b_{C}+b_{I})Y_{t-1}-b_{I}Y_{t-2}}
В стационарном состоянии {\displaystyle Y_{t}=Y_{t-1}=Y_{t-2}=Y^{*}}, поэтому
{\displaystyle Y^{*}={\frac {a}{1-b_{C}}}}
Введем в рассмотрение отклонения выпуска от стационарного уровня {\displaystyle \Delta Y=Y-Y^{*}}. Тогда подставив {\displaystyle Y=Y^{*}+\Delta Y} в уравнение динамики выпуска получим следующее динамическое уравнение для отклонений от стационарного выпуска:
{\displaystyle \Delta Y_{t}=(b_{C}+b_{I})\Delta Y_{t-1}-b_{I}\Delta Y_{t-2}}
Это однородное конечно-разностное уравнение второго порядка, характеристическое уравнение которого имеет вид:
{\displaystyle \lambda ^{2}-(b_{C}+b_{I})\lambda +b_{I}=0}
Если дискриминант этого уравнения равен нулю, то имеем единственный корень {\displaystyle \lambda ={\sqrt {b_{I}}}} решение конечно-разностного уравнения имеет вид:
{\displaystyle \Delta Y_{t}=\alpha \lambda ^{t}+\beta t\lambda ^{t}}
В противном случае решение имеет вид:
{\displaystyle \Delta Y_{t}=\alpha \lambda _{1}^{t}+\beta \lambda _{2}^{t}}
В случае действительных корней (как в случае одного корня, так и двух) это означает, что либо имеет место монотонное экспоненциальное приближение к равновесному уровню (характеристические корни меньше единицы), либо выпуск бесконечно растет экспоненциально (корни больше единицы).
В случае комплексных корней — они являются сопряженными вместо монотонной динамики имеет место циклическая. В самом деле, если комплексные корни равны {\displaystyle \lambda =\rho e^{\pm i\omega }} ({\displaystyle \rho ={\sqrt {b_{I}}}}), то {\displaystyle \lambda ^{t}=\rho ^{t}e^{\pm i\omega t}=\rho ^{t}(\cos \omega t\pm i\sin \omega t)}. Таким образом, решение в случае комплексных корней имеет вид:
{\displaystyle \Delta Y_{t}=b_{I}^{t/2}(\alpha _{0}\cos \omega t+\beta _{0}\sin \omega t)}
Таким образом, имеем затухающий циклический процесс (если акселератор меньше единицы) или циклический процесс с возрастающей амплитудой (если акселератор больше единицы). Регулярный циклический процесс имеет место только в исключительно случае, когда акселератор равен единице.